# Šmarje (Šentjernej, Slovenija)
Šmarje je naselje u slovenskoj Općini Šentjerneju. Šmarje se nalazi u pokrajini Dolenjskoj i statističkoj regiji Donjoposavskoj regiji. 

## Stanovništvo
Prema popisu stanovništva iz 2002. godine naselje je imalo 116 stanovnika.